# トニー・ジョー・ホワイト
トニー・ジョー・ホワイト（Tony Joe White, 1943年7月23日 - 2018年10月24日）は、アメリカ合衆国のシンガーソングライターである。

## 来歴
ルイジアナ州ウェストキャロル郡オーク・グローブ出身。音楽好きの一家に7人兄弟の末っ子として生まれ、幼少期よりカントリーミュージックやゴスペルに親しんでいたという。
自作の「雨のジョージア」はブルック・ベントンに、「ポーク・サラダ・アニー」はエルヴィス・プレスリーに、それぞれカバーされた。
1979年と2007年に来日公演を果たしている。
2018年9月に最新アルバムをリリースした矢先の同年10月24日、テネシー州の自宅で心臓発作のため逝去。75歳没。

## ディスコグラフィ

### オリジナル・アルバム
- THE TRAIN I'M ON / ザ・トレイン・アイム・オン (1972)
- THAT ON THE ROAD LOOK(LIVE) / ザット・オン・ザ・ロード（ライヴ） (2010)
- HOODOO / フードゥー　(2013)